# The New Zealand Herald
The New Zealand Herald är en daglig nyhetstidning som publiceras i Auckland, Nya Zeeland och som ägs av APN News & Media. Tidningen har den största upplagan i Nya Zeeland med en topp på över 200 000 exemplar under 2006 men som minskade till 187 129 i juni 2008. Trots namnet är dess främsta utgivningsområde regionen Auckland. Den utges också mycket till den norra delen av Nordön, däribland Northland, Waikato och King Country.